# Cinclidotyphis
Cinclidotyphis là một chi ốc biển, là động vật thân mềm chân bụng sống ở biển thuộc họ Muricidae, họ ốc gai.

## Các loài
Các loài thuộc chi Cinclidotyphis bao gồm:
- Cinclidotyphis myrae DuShane, 1969[2]